# Giovanni Battista Falconi
Giovanni Battista Falconi, auch Jan Chrzciciel Falconi (* um 1600 bei Mailand; † 1660 in Polen-Litauen) war ein italienischer Bildhauer und Stuckateur des Barocks, der vor allem in Polen tätig war. Er schuf im Stil der Römischen Schule von Krakau in der ersten Hälfte des 17. Jahrhunderts.

## Werke

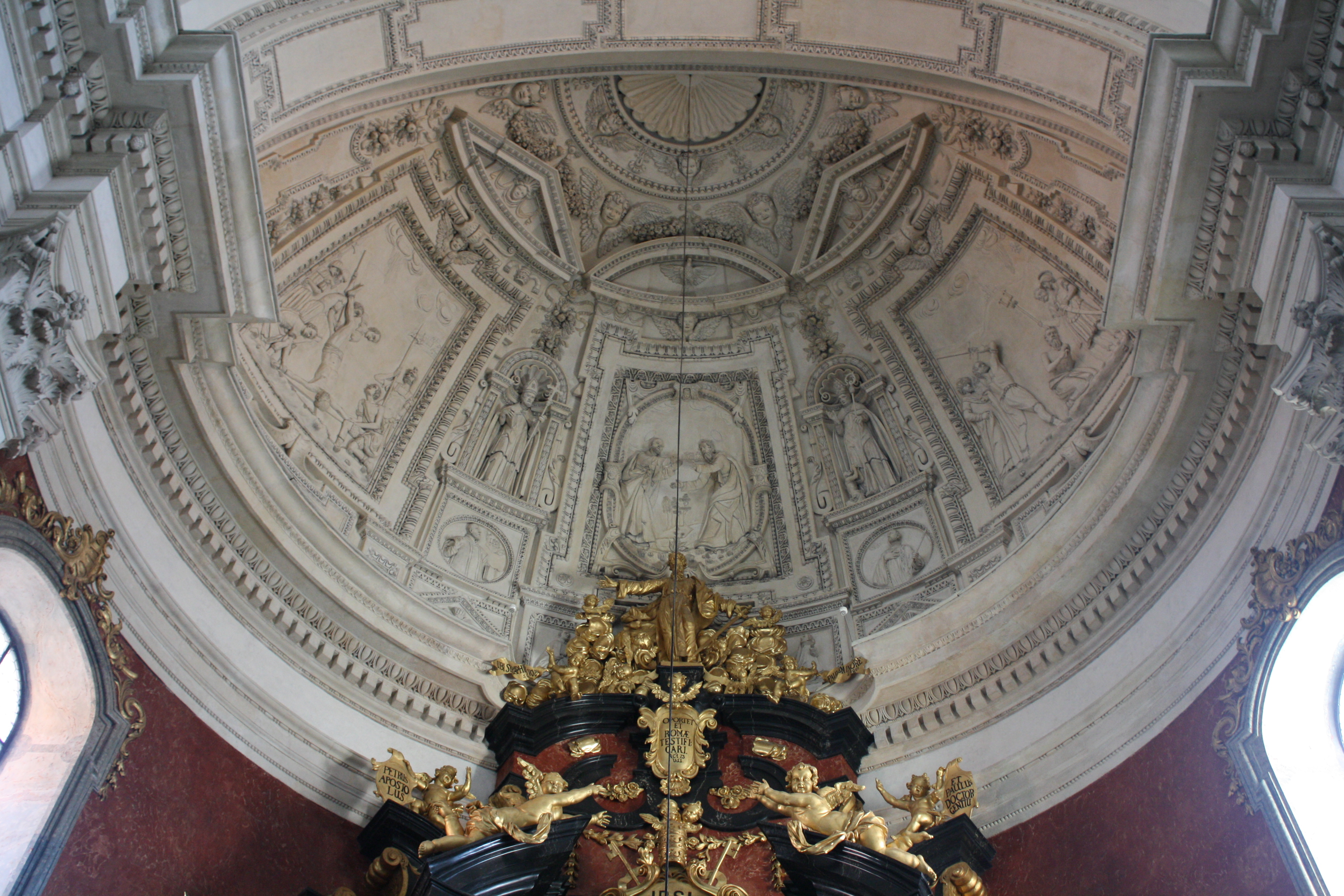
Kościół ŚŚ Piotra i Pawła w Krakowie Koncha absydy z dekoracja rzezbiarska Falconiego

Falconi war vor allem in Krakau sowie am polnischen Königshof tätig. Zu seinen Mäzenen zählten Stanisław Lubomirski und Jerzy Ossoliński. Er war unter anderem tätig bei Stuckarbeiten in:
- Krakauer Jesuitenkirche
- Josefskirche in Klimontów
- Franziskanerkloster in Krosno
- Basilika St. Stanislaus in Lublin
- Schlosskapelle in Podhorce
- Dominikanerkirche in Podkamien
- Heiligkreuzkirche in Rzeszów
- Schloss Baranów Sandomierski
- Schloss Łańcut
- Schloss Wiśnicz

Es werden im auch Arbeiten zugeschrieben an:
- Vasa-Kapelle der Wawel-Kathedrale
- Krakauer Kamaldulenserkirche
- Kollegiatkirche in Zamość